# Неводное
Нево́дное — село в Михайловском районе Алтайского края. Входит в состав Николаевского сельсовета.

## История
Основано в 1856 году. В 1928 году деревня Неводская состояла из 248 хозяйств, основное население — украинцы. В административном отношении являлась цнтром Неводского сельсовета Михайловского района Славгородского округа Сибирского края.

## Население
| 1997 | 1998 | 1999 | 2000 | 2001 | 2002 | 2003 |
| ---- | ---- | ---- | ---- | ---- | ---- | ---- |
| 441  | ↗445 | ↘434 | ↘419 | ↘384 | →384 | ↘357 |
| 2004 | 2005 | 2006 | 2007 | 2008 | 2009 | 2010 |
| ↘346 | ↘335 | ↘316 | ↘295 | ↘277 | ↗281 | ↘229 |
| 2011 | 2012 | 2013 |      |      |      |      |
| ↘227 | ↘215 | ↘212 |      |      |      |      |

## Улицы
| - ул. Гришиных, - ул. Кравченко, | - ул. Назаренко, - ул. Соколовых. |